# Piccolo Giro di Lombardia 2007
Il Piccolo Giro di Lombardia 2007, ottantesima edizione della corsa e valida come evento dell'UCI Europe Tour 2007, riservata agli Under 23 e dilettanti, si svolse il 6 ottobre 2007, su un percorso di 176 km. Fu vinta dall'italiano Marco Frapporti, al traguardo con il tempo di 4h08'09" alla media di 42,553 km/h.
Partenza con 136 ciclisti, di cui 27 portarono a termine il percorso.

## Ordine d'arrivo (Top 10)
| Pos. | Corridore          | Squadra     | Tempo    |
| ---- | ------------------ | ----------- | -------- |
| 1    | Marco Frapporti    | Unidelta    | 4h08'09" |
| 2    | Fabio Negri        | TAD Pharma  | a 52"    |
| 3    | Alessandro Colò    | Promociclo  | s.t.     |
| 4    | Stefano Usai       | Palazzago   | s.t.     |
| 5    | Luca Zanasca       | Podenzano   | s.t.     |
| 6    | Alessandro Bisolti | Palazzago   | s.t.     |
| 7    | Marco Manenti      | Palazzago   | s.t.     |
| 8    | Marco Cattaneo     | Pagnoncelli | s.t.     |
| 9    | Jean-Charles Sénac | Chambéry    | s.t.     |
| 10   | Efrem Salvi        | Bergamasca  | a 1'22"  |